# Juriën Gaari
Juriën Gaari, né le 23 décembre 1993 à Kerkrade (Pays-Bas), est un footballeur néerlandais, international curacien. Il joue au poste de défenseur central à Al-Hazem.

## Biographie

### Carrière en sélection
Juriën Gaari reçoit sa première sélection en équipe de Curaçao le 5 octobre 2016, contre Antigua-et-Barbuda. Ce match gagné sur le score de 3-0 rentre dans le cadre des éliminatoires de la Gold Cup 2017.
Lors de la Gold Cup 2019, Gaari inscrit le but égalisateur dans les arrêts de jeu contre la Jamaïque d'une frappe de 25 mètres (score final 1-1). Grâce à ce but, il qualifie les Curaciens pour les quarts de finale.